# Charles Elliot
Charles Elliot, född 1801, död 9 september 1875, son till Hugh Elliot och kusin till George Elliot, var en brittisk amiral och ämbetsman.

## Biografi
Charles Elliot blev efter att ha vunnit en kaptensgrad inom marinen 1834 sekreterare hos kommissionen för handeln med Kina samt 1837 denna kommissions överuppsyningsman, med säte i Kanton, och fullmäktig brittisk agent med domsrätt över britter i Kina. 
Efter kinesiska hotelser i Kanton 1839 gick Elliot med på att engelsmännen skulle lämna ifrån sig sitt förråd av opium, värderat till fyra miljoner pund, till förstöring. Han garanterade att brittiska kronan skulle ersätta köpmännen deras förluster. Han ledde året efter de militära operationerna mot kineserna vid Kanton och lät staden köpa sig fri från förstöring för 1,25 miljoner pund. Elliot återkallades senare, eftersom han trots sina framgångar till sjöss utrymt Macao. Elliot var därefter guvernör över Bermuda 1846–1854, Trinidad 1854–1856 och Sankta Helena 1863–1869 samt avancerade inom Royal Navy till amiral 1865.